# Xanthoparmelia areolata
Xanthoparmelia areolata är en lavart som beskrevs av Hale. Xanthoparmelia areolata ingår i släktet Xanthoparmelia och familjen Parmeliaceae.   Inga underarter finns listade i Catalogue of Life.